# Juliaca ornatula
Juliaca ornatula är en insektsart som först beskrevs av Melichar 1951.  Juliaca ornatula ingår i släktet Juliaca och familjen dvärgstritar. Inga underarter finns listade i Catalogue of Life.